# Horní (Prachatice)
 Horní je ulice v Prachaticích situované v městské památkové rezervaci na silniční parcele 1511/20. V ulici je 16 čísel popisných. Její začátek tvoří křižovatka s  Neumannovou a  Klášterní ulicí a končí křižovatkou s ulicemi  Solní a  Dlouhou.

## Historie a popis
Ulice vznikala již při zakládání města na konci 13. století. Vedla po obvodu města od bývalé Horní brány (Pasovské brány) podél městského opevnění k Dolní bráně a s  Velkým náměstím ji spojovaly tři menší uličky. Situace v místě dnešní ulice je zachycena na mapách druhého vojenského mapování, které byly dokončeny v roce 1852 a na mapách třetího vojenského mapování. Ulici zobrazuje rovněž plán Prachatic z roku 1837. Vyznačena je i na mapách vymezujících prachatickou městskou památkovou rezervaci.

## Název ulice
Nejstarší název doložený v berních rejstřících z roku 1590 zní První ulice. Pojmenování ulice lze sledovat v kontextu vývoje názvů ulic města Prachatic v 16. a 17. století. Teprve v 18. století je uváděn současný český název Horní ulice a jeho německý ekvivalent Obere Gasse. Plán Prachatic z roku 1837 ji zachycuje jako jednu ulici s názvem Obere Gasse. Dochovaná uliční tabulka z roku 1894 uvádí název Langegasse. Po roce 1918 je používán český název Dlouhá ulice a v době německé okupace německá varianta. Po roce 1945 se ustaluje současné české pojmenování.

## Architektonický a urbanistický význam Horní ulice
Horní ulice v Prachaticích tvoří významnou součást uliční sítě městské památkové rezervace. Je hmotným dokladem  středověké zástavby Prachatic, kdy její domy přiléhaly k městskému opevnění a ulice spoluvytvářela charakteristický půdorys středověkého města. Archivními dokumenty je prokázáno, že název Horní nesla i část Dlouhé ulice a do roku 1990 též s přestávkami i dnešní Neumannova ulice Od roku 1981 tvoří také hranici Městské památkové rezervace Prachatice. Její archivní výzkum v kontextu historie centra města a stavebně historický průzkum ukazují vývoj historického jádra od 15. do 20. století. V ulici se dochovaly domy, jejichž fasády jsou zdobeny nejvýznamnějšími renesančními freskami a sgrafity ve městě, zejména čp. 138 nebo 136 (?156) a č.p. 134. Významným dokladem o urbanistickém vývoji města je návaznost Horní ulice na parcelu č. 18 s monumentálním Rožmberským domem na Velkém náměstí č. p. 9. Významnou informací o životě ve městě je i vývoj českého a německého názvu ulice v národnostně smíšených Prachaticích. Dějiny ulice a jejích domů jsou též příspěvkem k  dějinám Prachatic a jejich místopisu. 11 domů v Horní ulici (ze 16) je zapsáno v Ústředním seznamu kulturních památek. Pro historii prachatické památkové péče je Horní ulice významná tím, že v Horní ulici již od 70. let probíhala rozsáhlejší obnova jednotlivých domů. V roce 2010 byla realizována zásadní rekonstrukce.

### Domy v Horní ulici zapsané v Ústředním seznamu kulturních památek ČR
V Horní ulici jsou evidovány tyto nemovité kulturní památky zapsané v Ústředním seznamu kulturních památek ČR:
- Horní čp. 130 (Prachatice)
- Horní čp. 165 (Prachatice)
- Horní čp. 50 (Prachatice)
- Horní čp. 139 (Prachatice)
- Horní čp. 136 (Prachatice)
- Horní čp. 134 (Prachatice)
- Horní čp. 140 (Prachatice)
- Horní čp. 137 (Prachatice)
- Horní čp. 141 (Prachatice)
- Horní čp. 138 (Prachatice)
- Horní čp. 135 (Prachatice)

## Galerie

### Mapy centra a Horní ulice

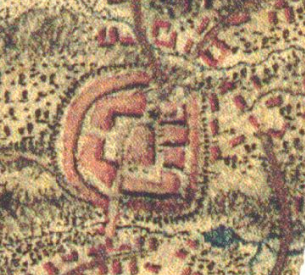
Prachatice na mapách prvního vojenského mapování (1764–1783)
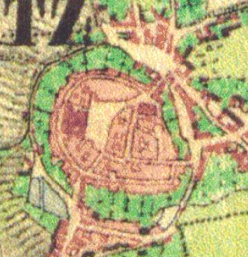
Prachatice na mapách druhého vojenského mapování (1836–1852)

### Pohledy do Horní  ulice

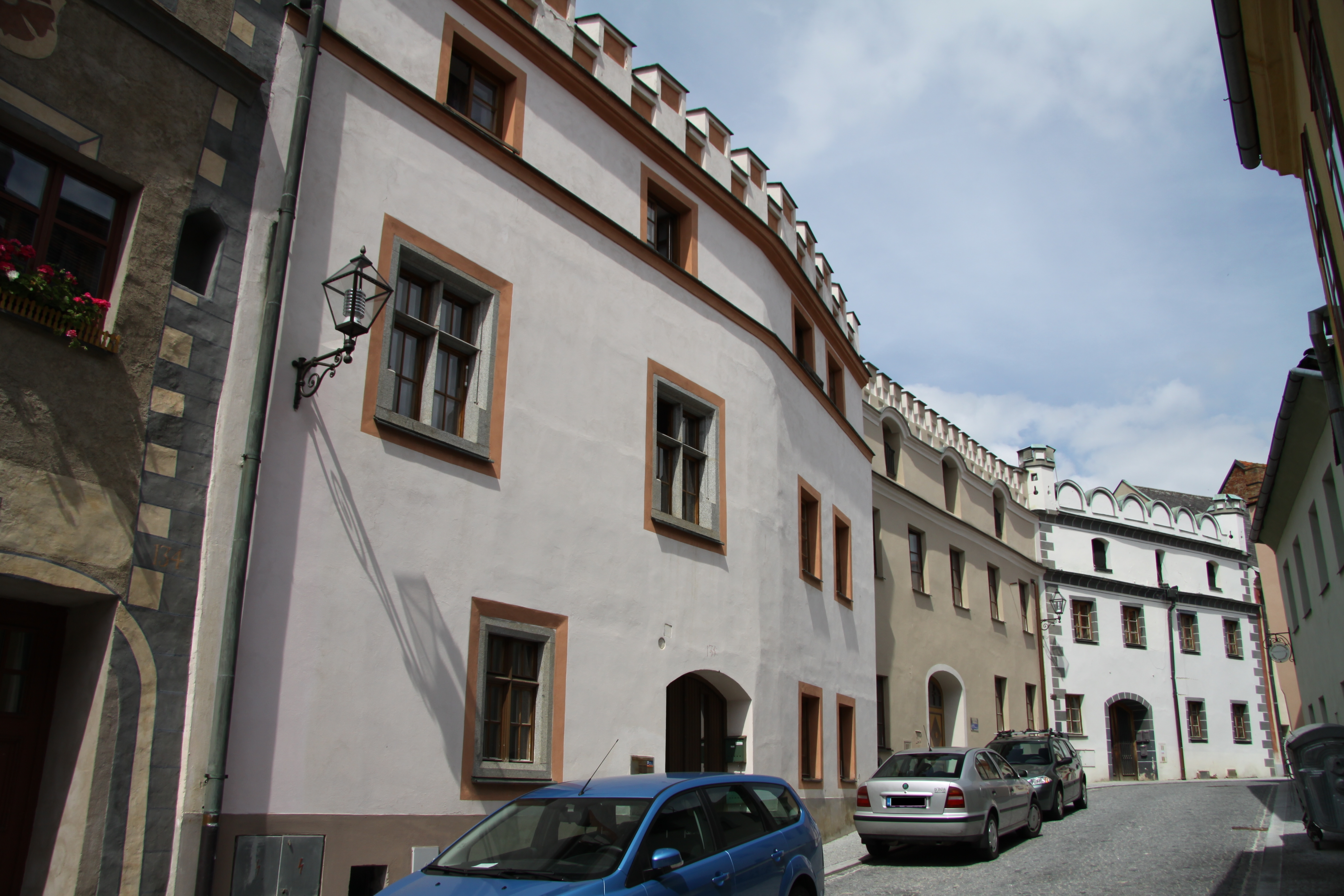
Horní ulice v Prachaticích – celkový pohled
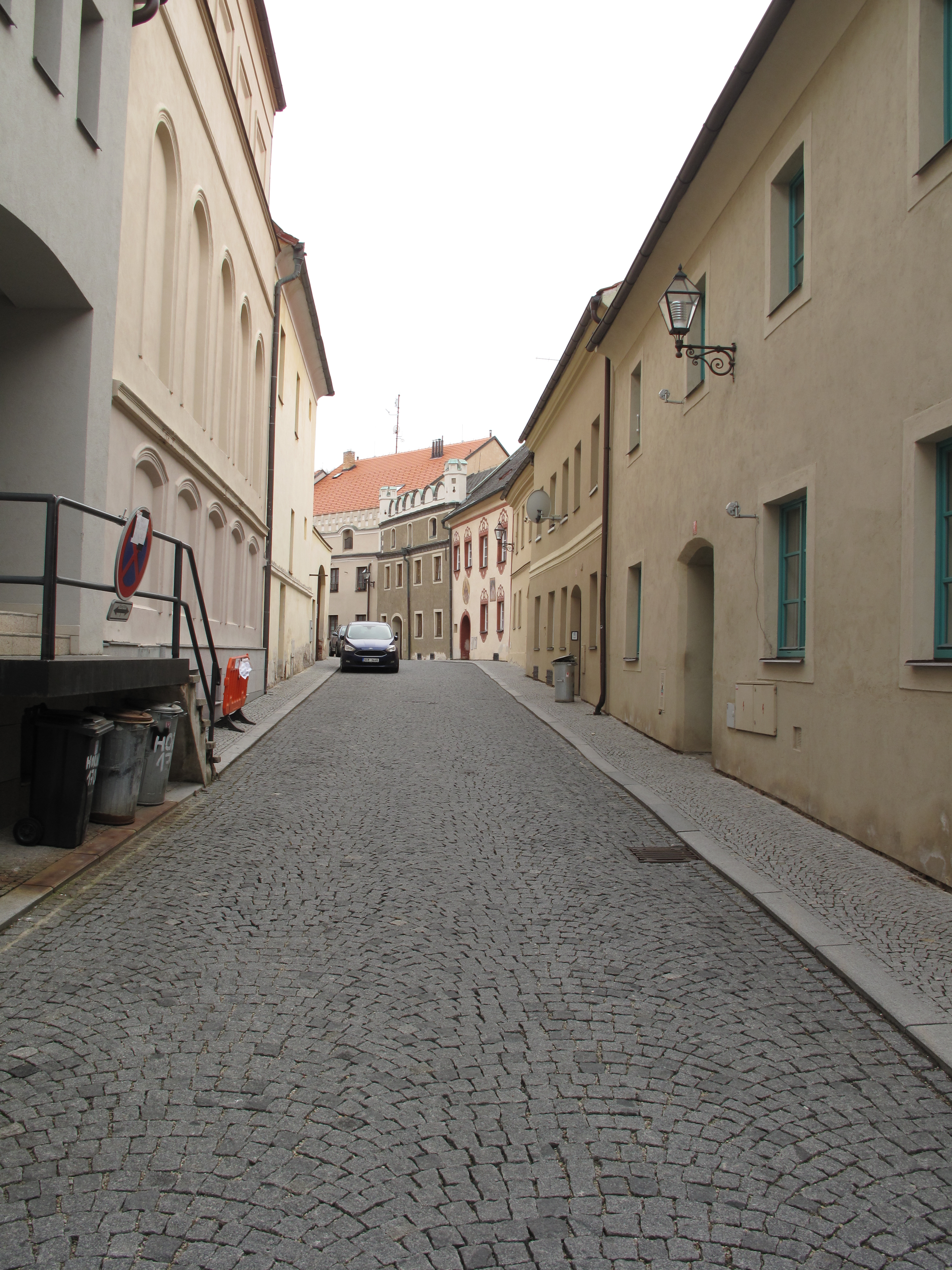
Horní ulice v Prachaticích – celkový pohled
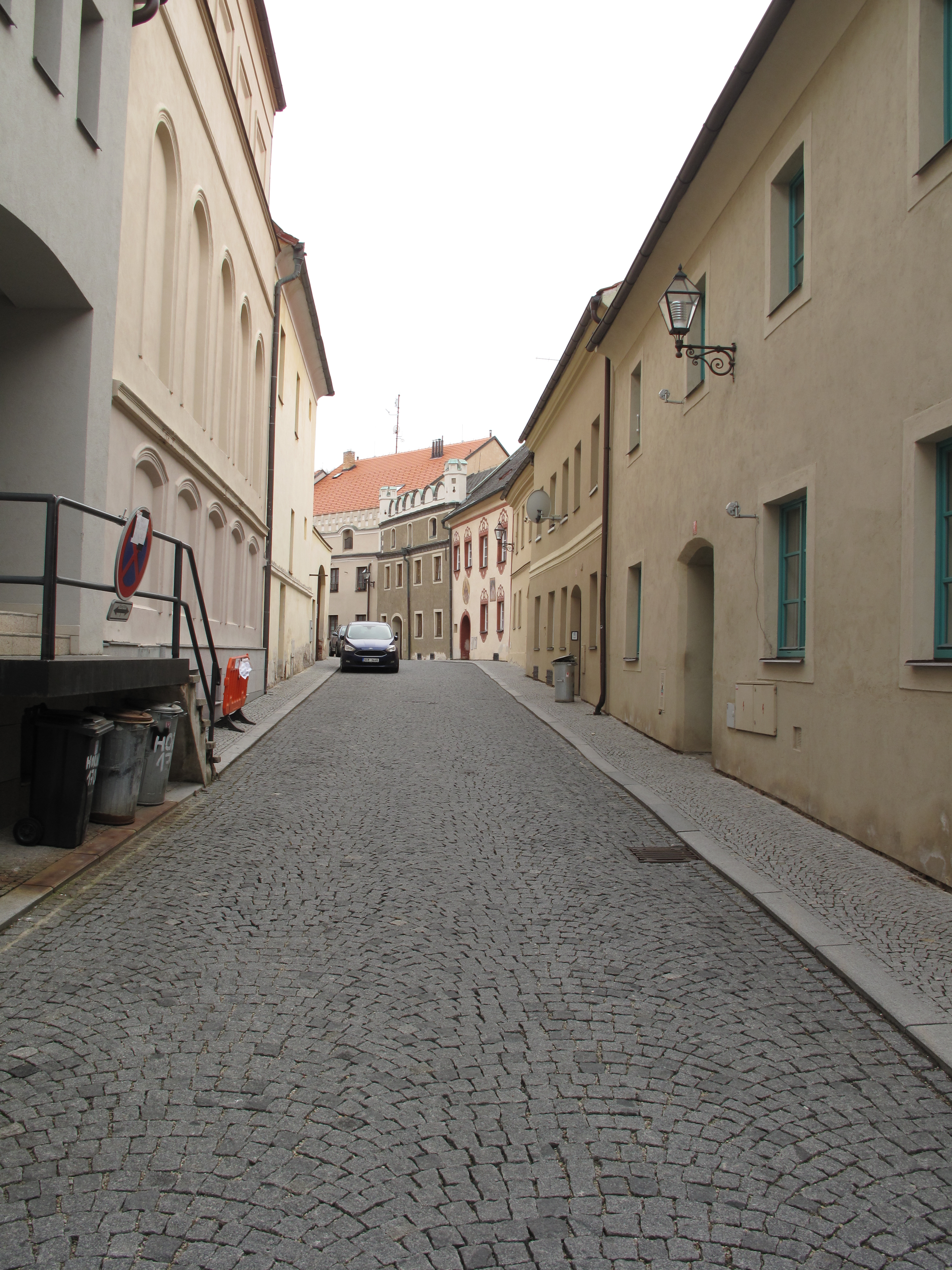
Horní ulice v Prachaticích – celkový pohled
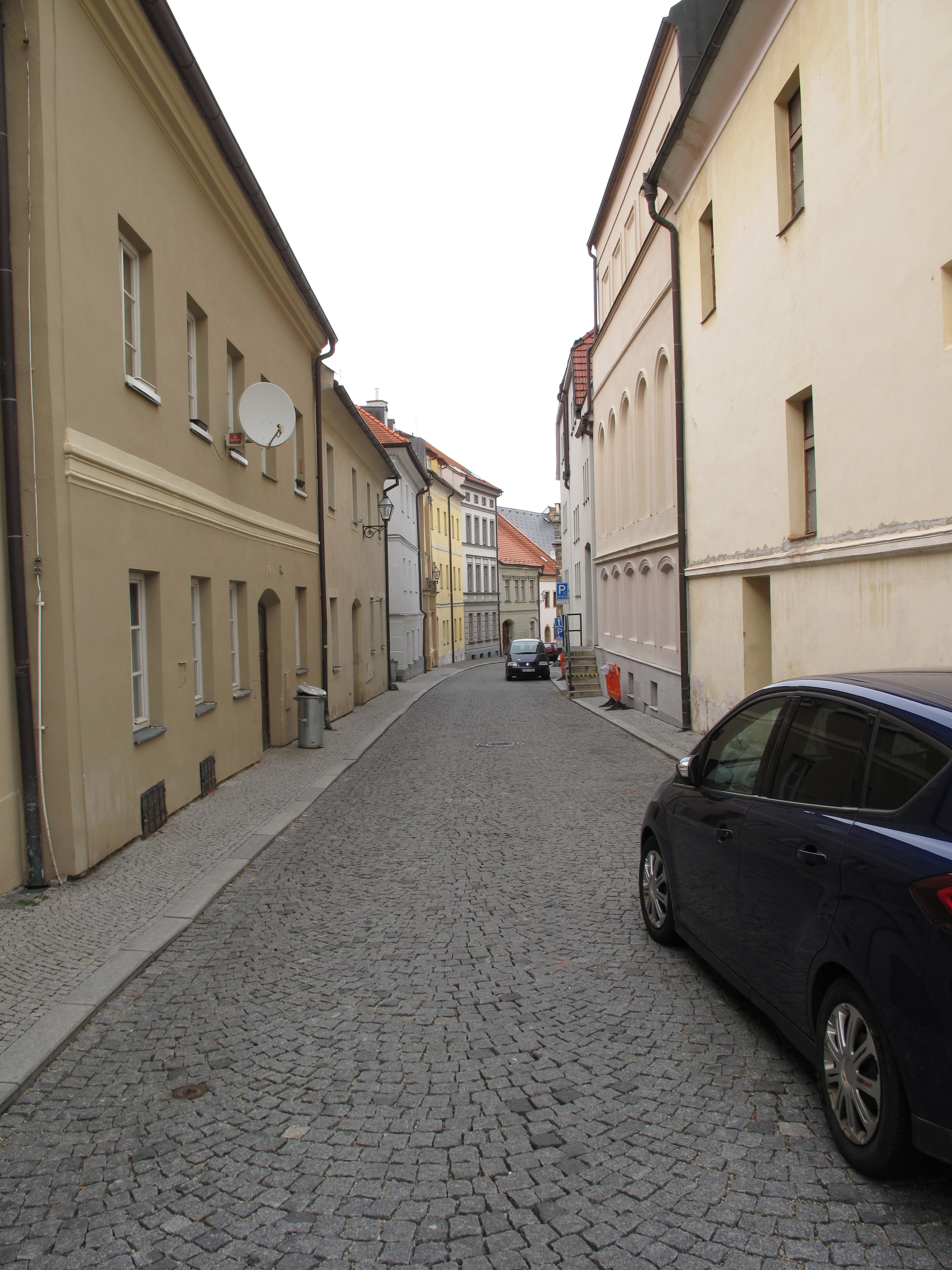
Horní ulice v Prachaticích – celkový pohled
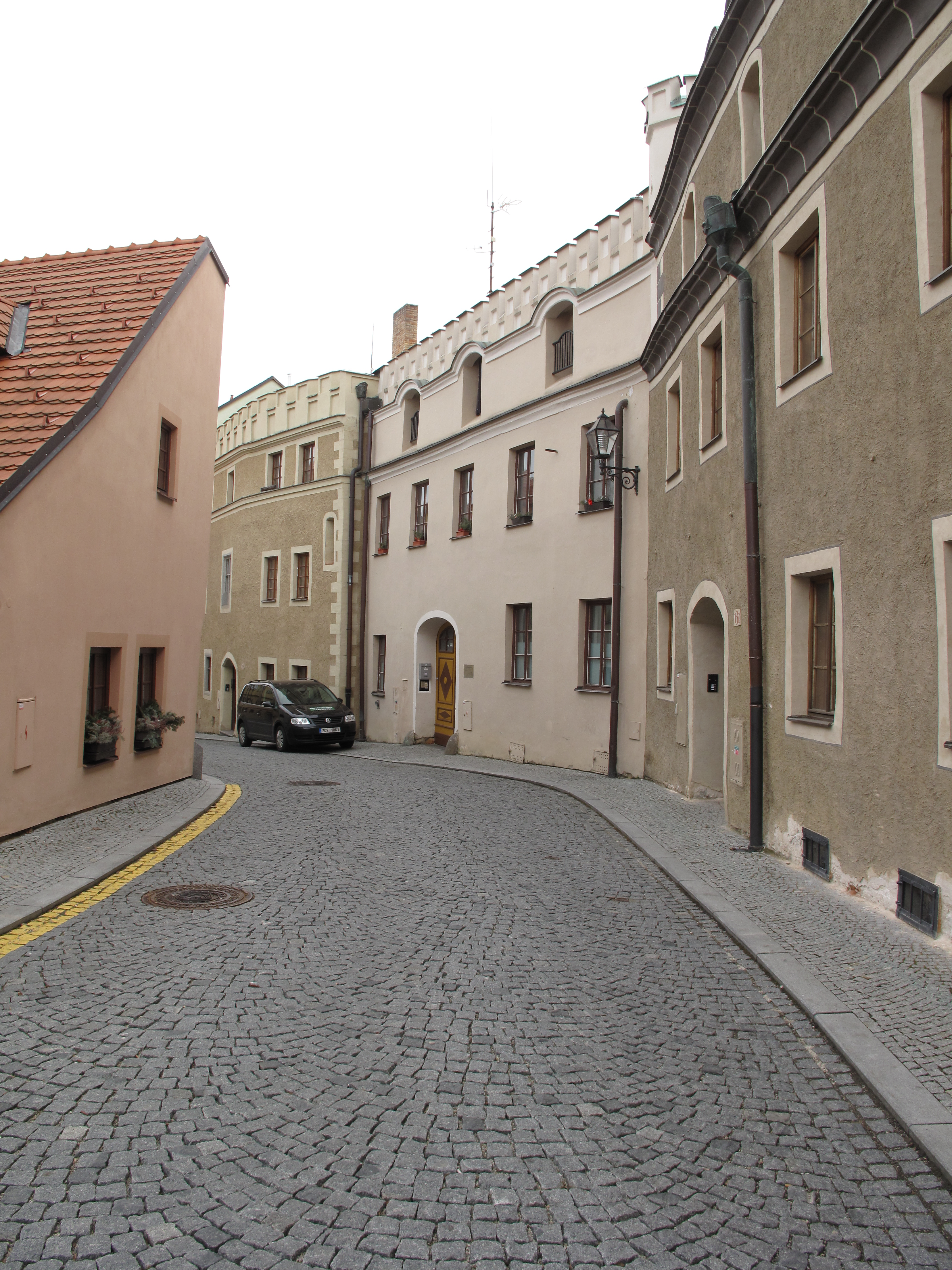
Horní ulice v Prachaticích – celkový pohled
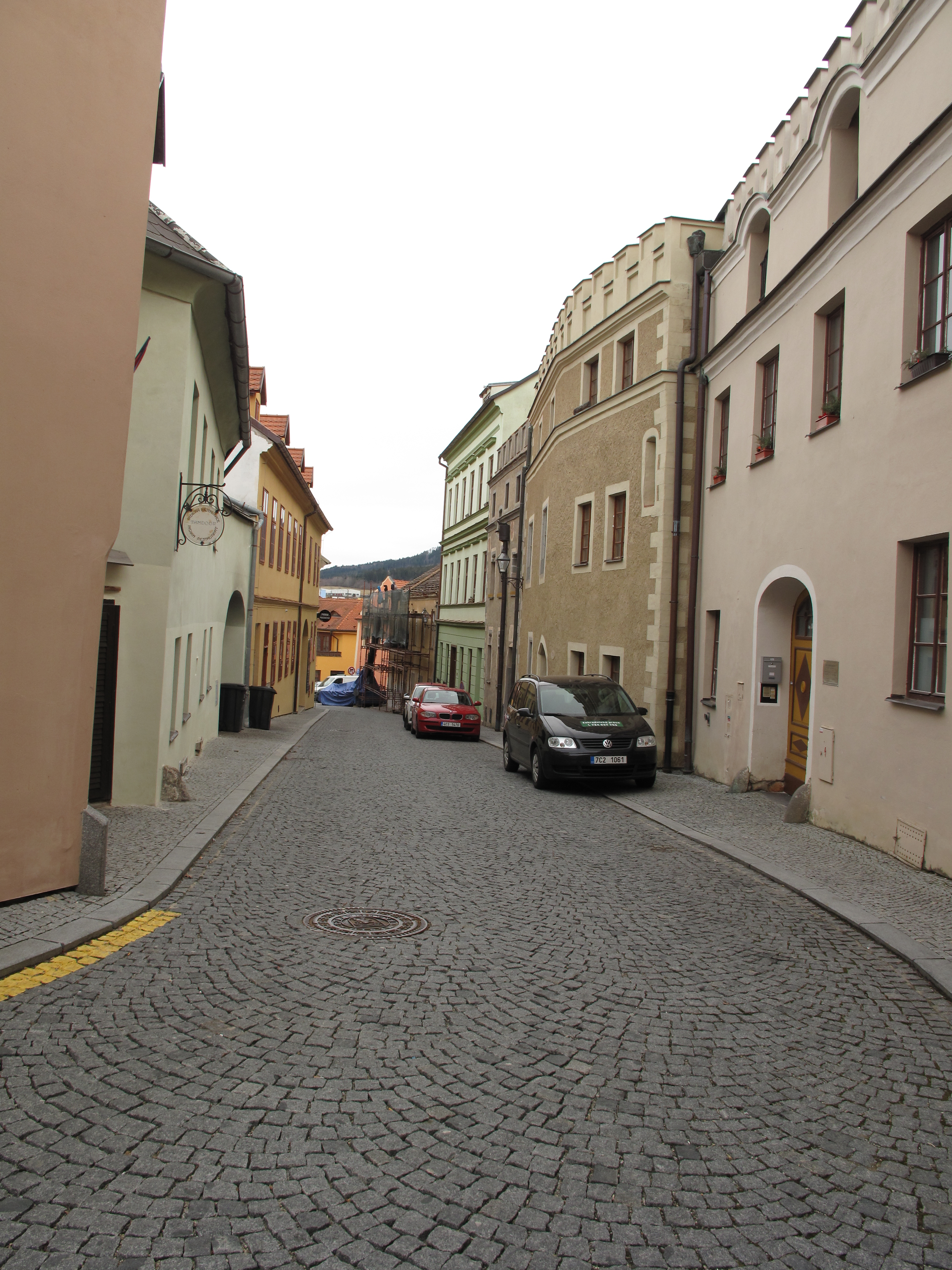
Horní ulice v Prachaticích – celkový pohled
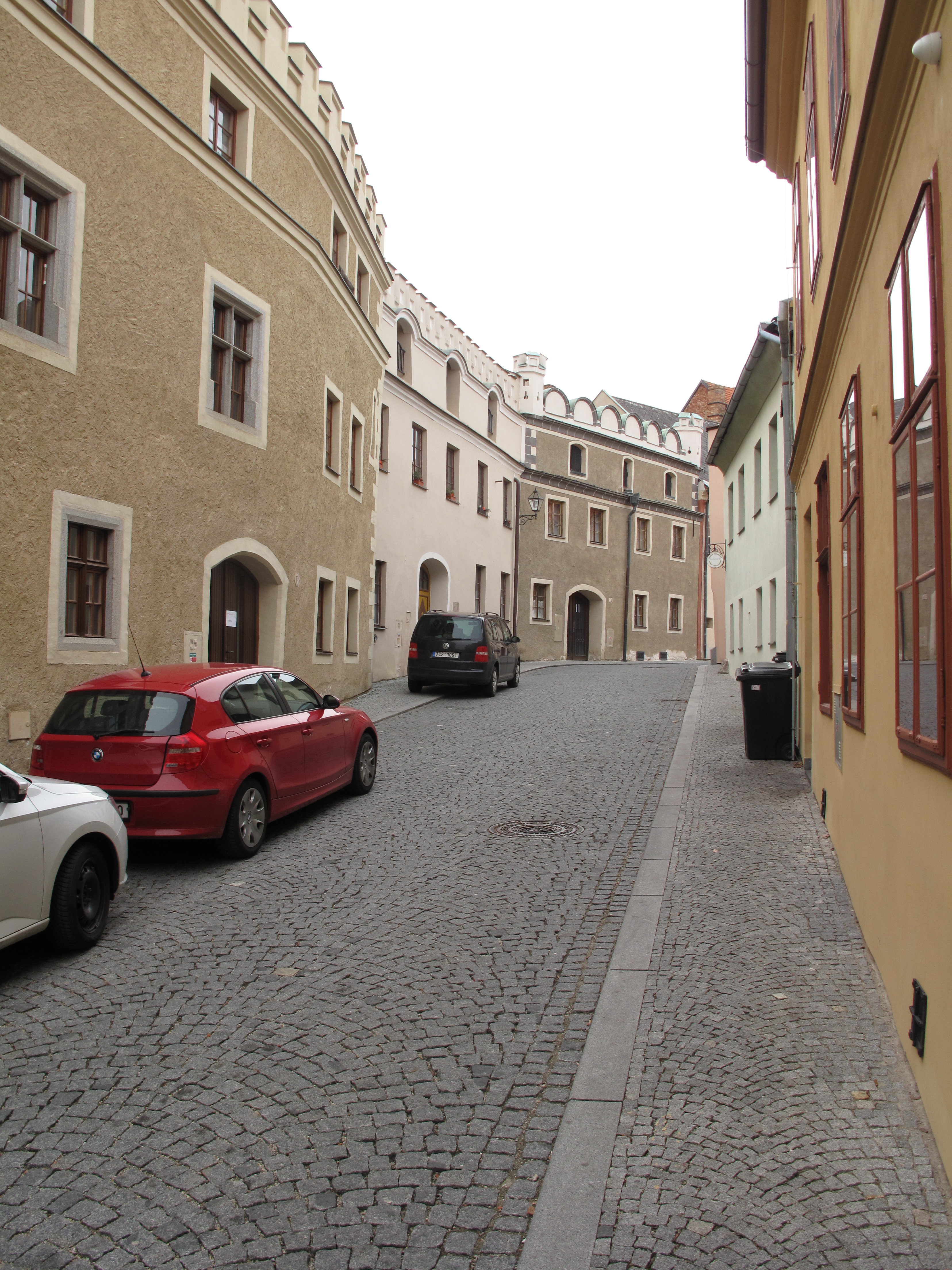
Horní ulice v Prachaticích – celkový pohled
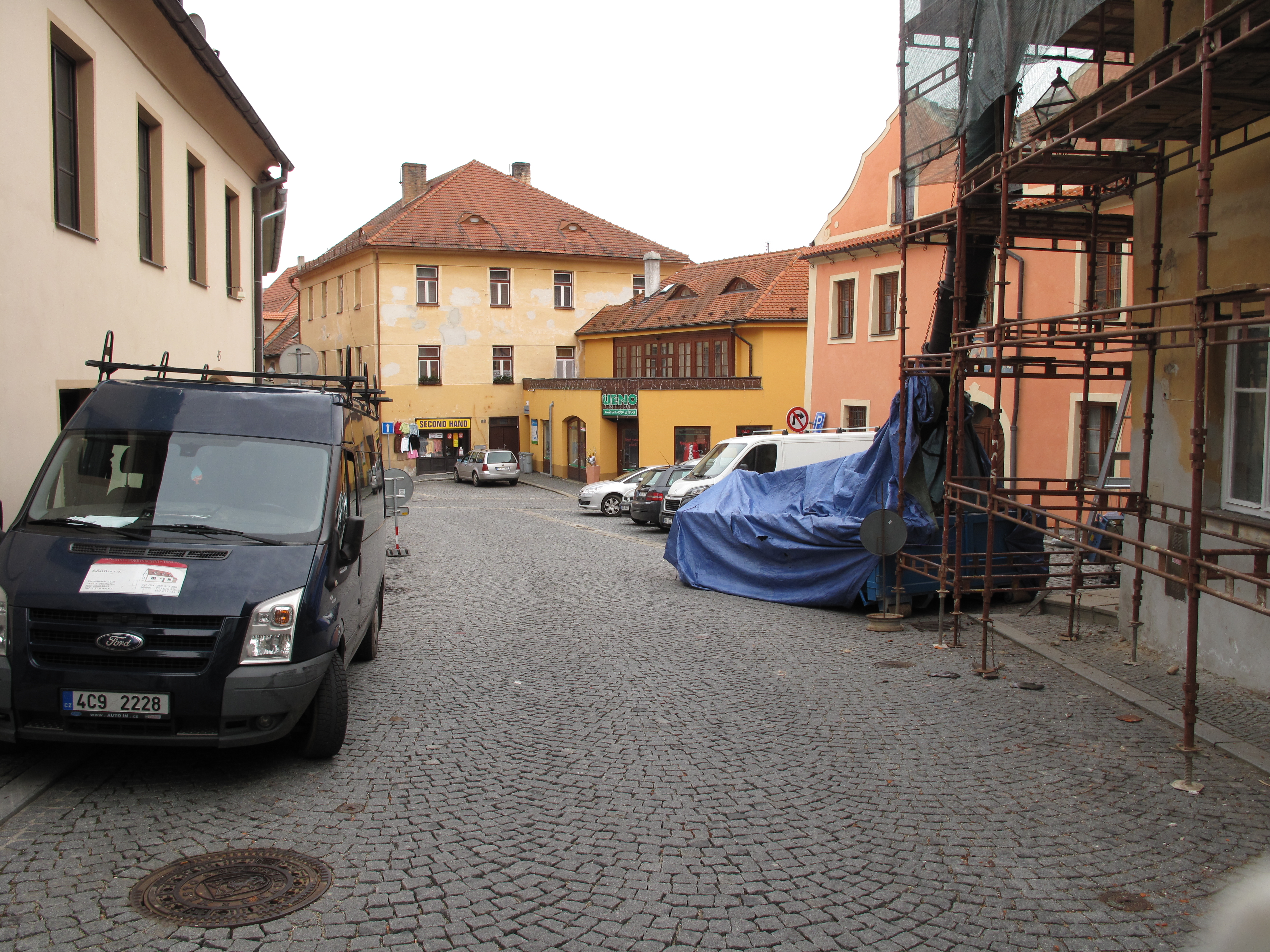
Horní ulice v Prachaticích – celkový pohled

### Detaily Horní ulice

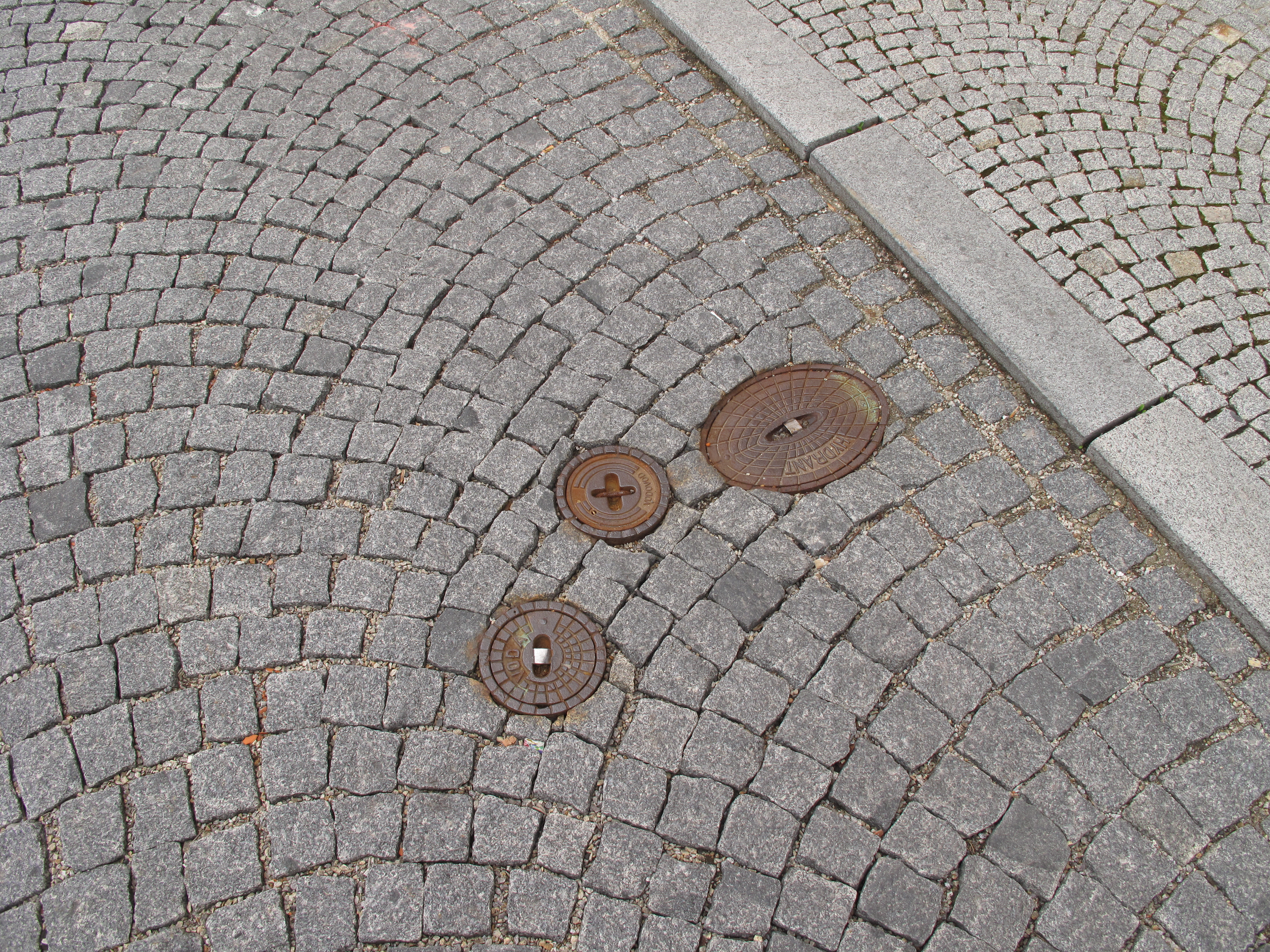
Horní ulice v Prachaticích – detail zádlažby
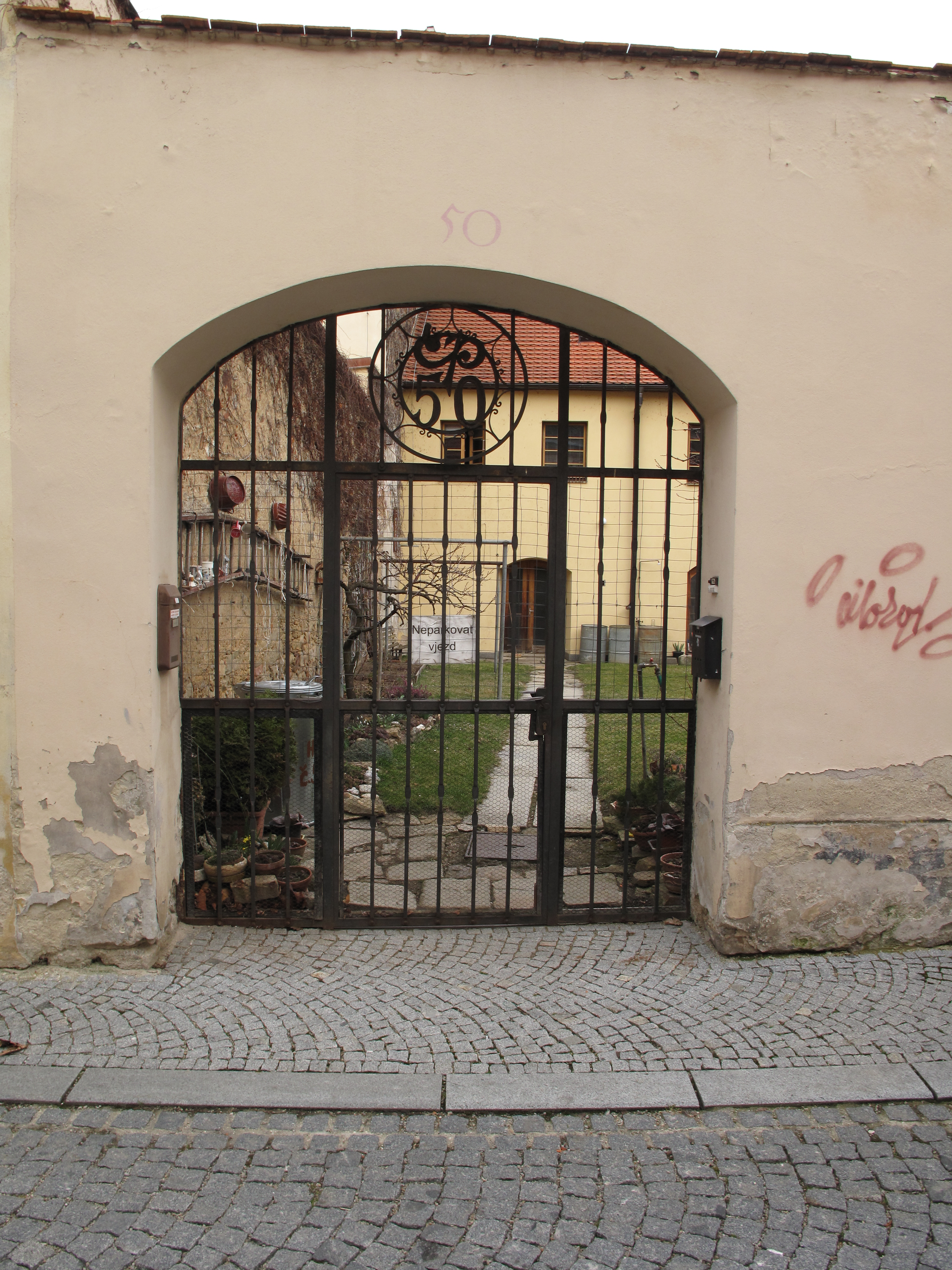
Horní ulice v Prachaticích – detail zádlažby a mříže čp. 50
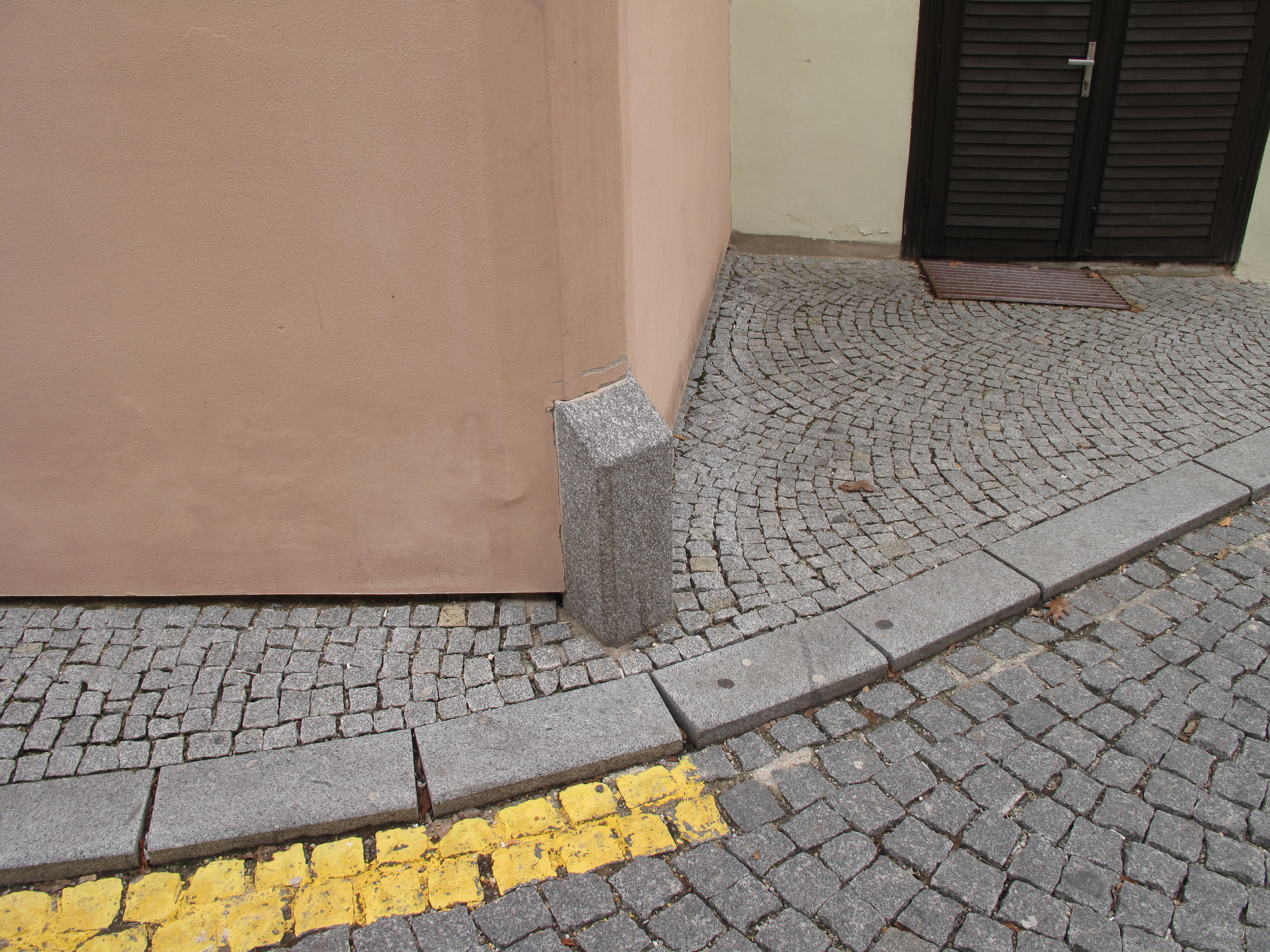
Horní ulice v Prachaticích – detail zádlažby
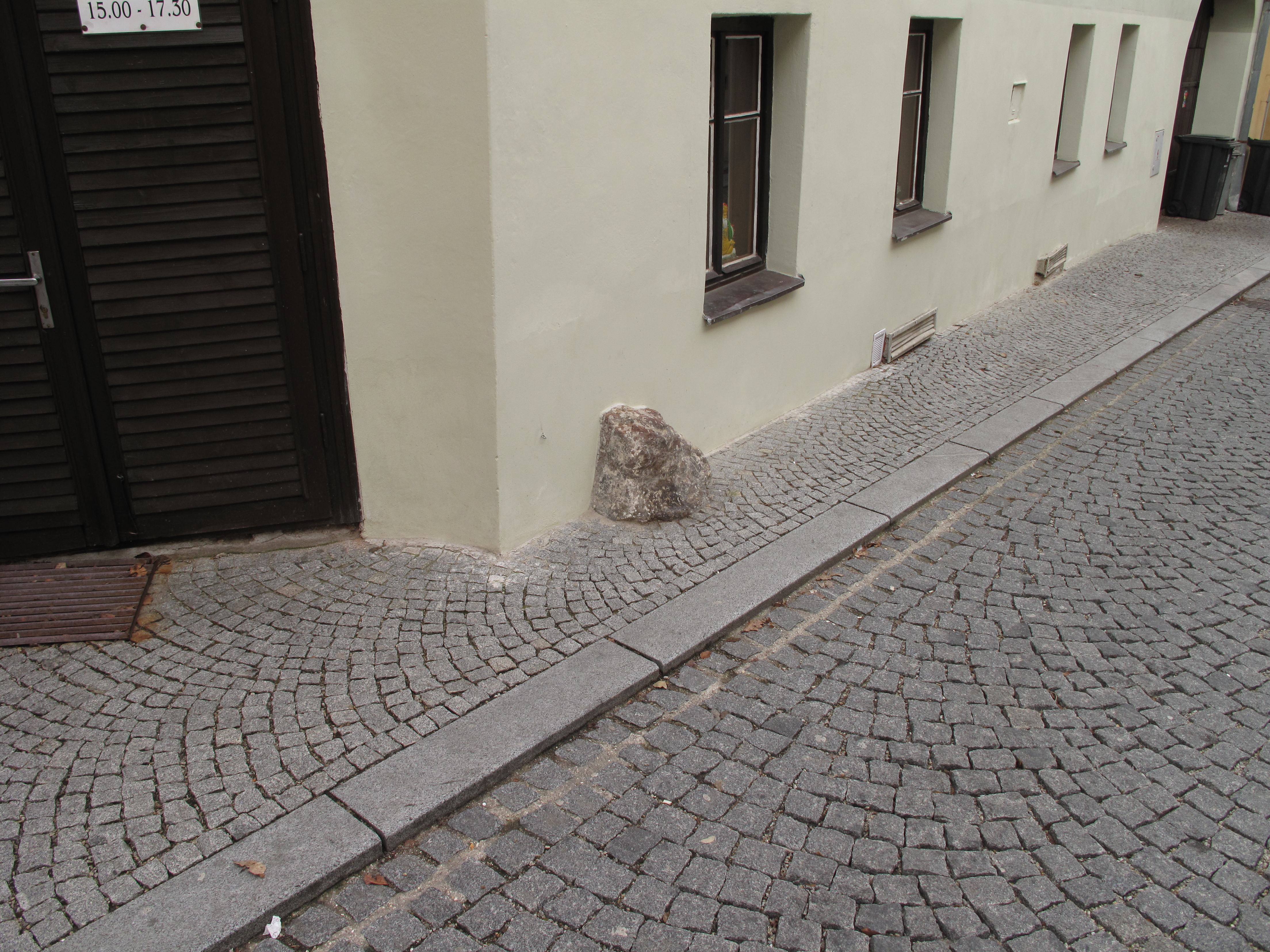
Horní ulice v Prachaticích – detail zádlažby

### Domy v Horní ulici

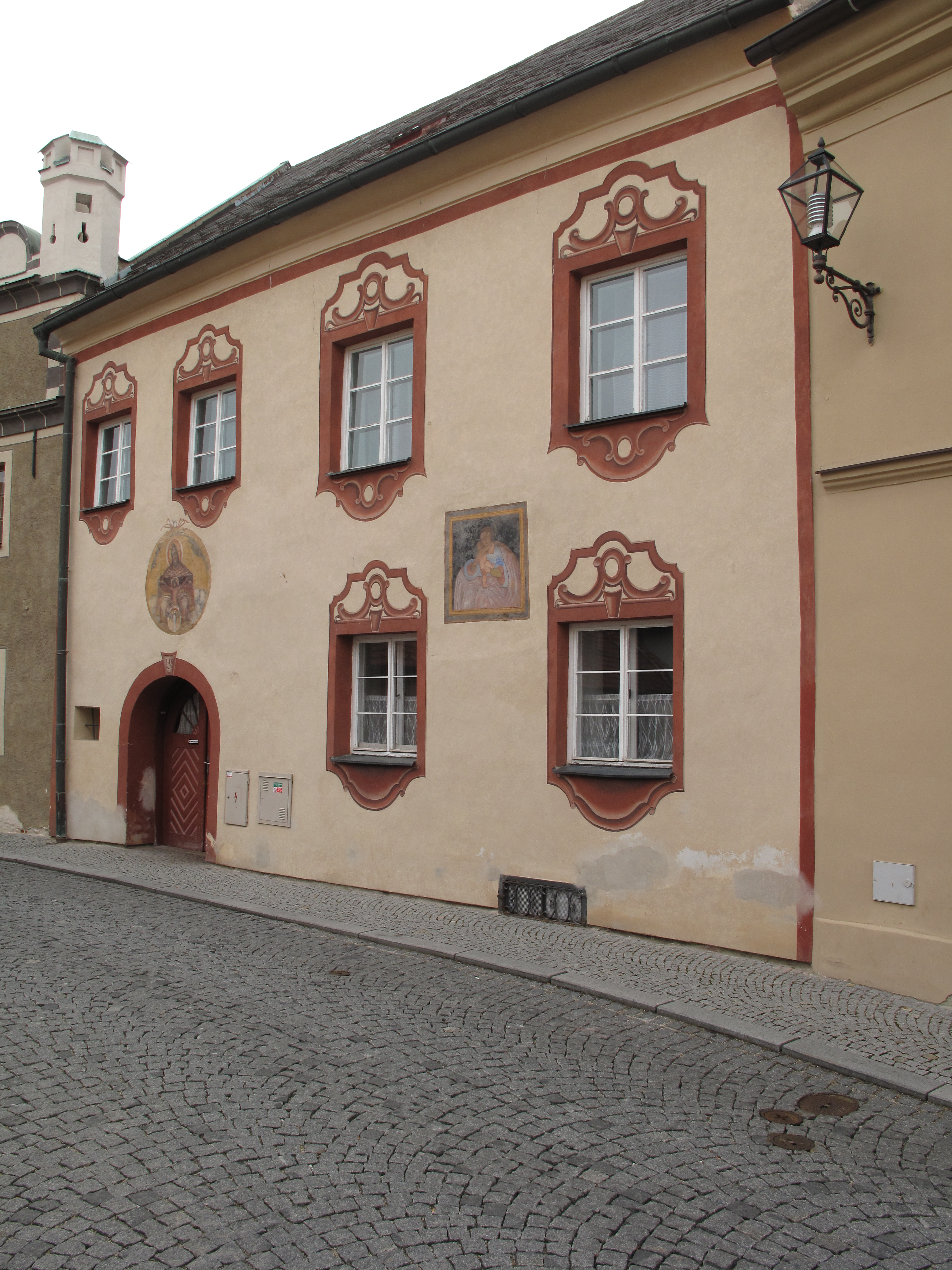
Horní
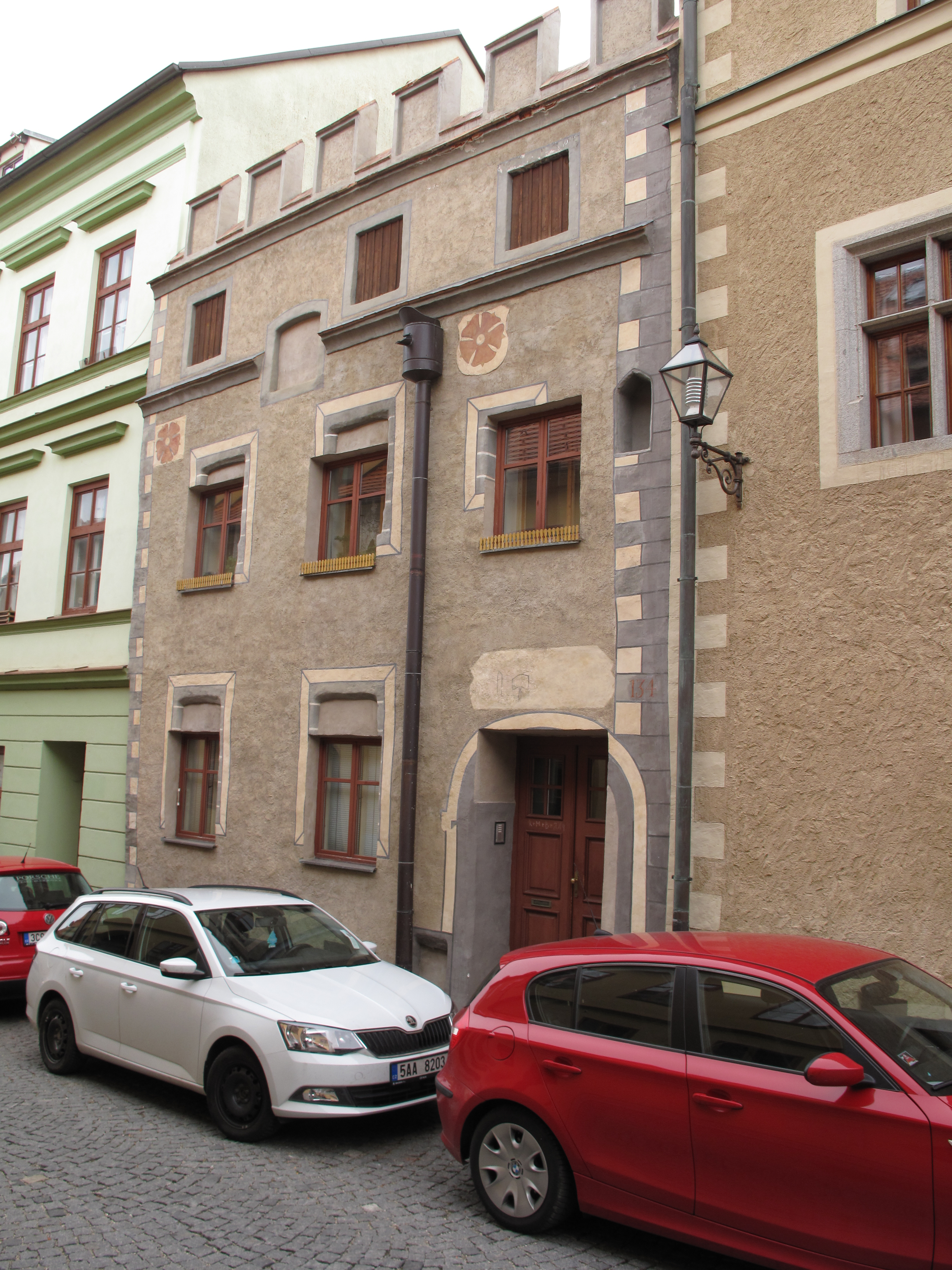
Horní
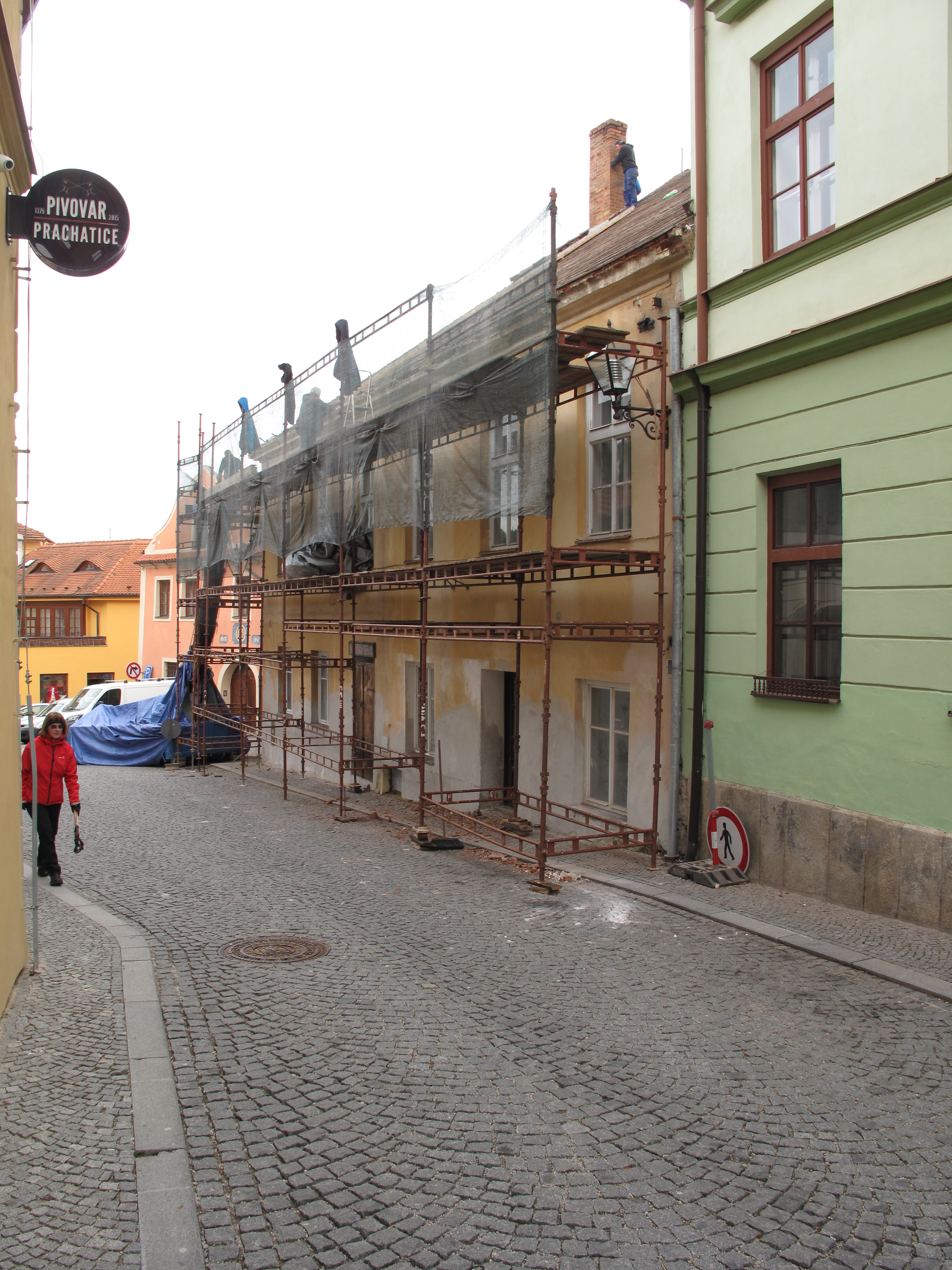
Horní
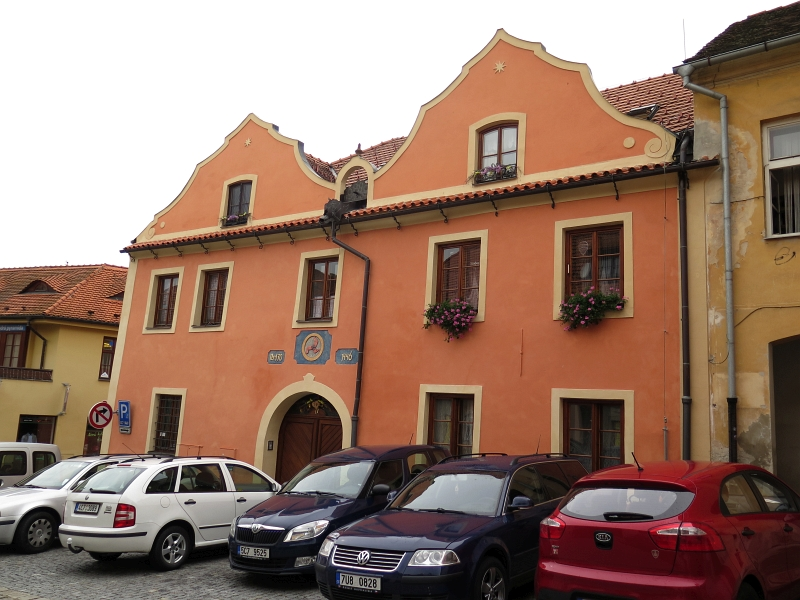
Prachatice, Horní čp. 130
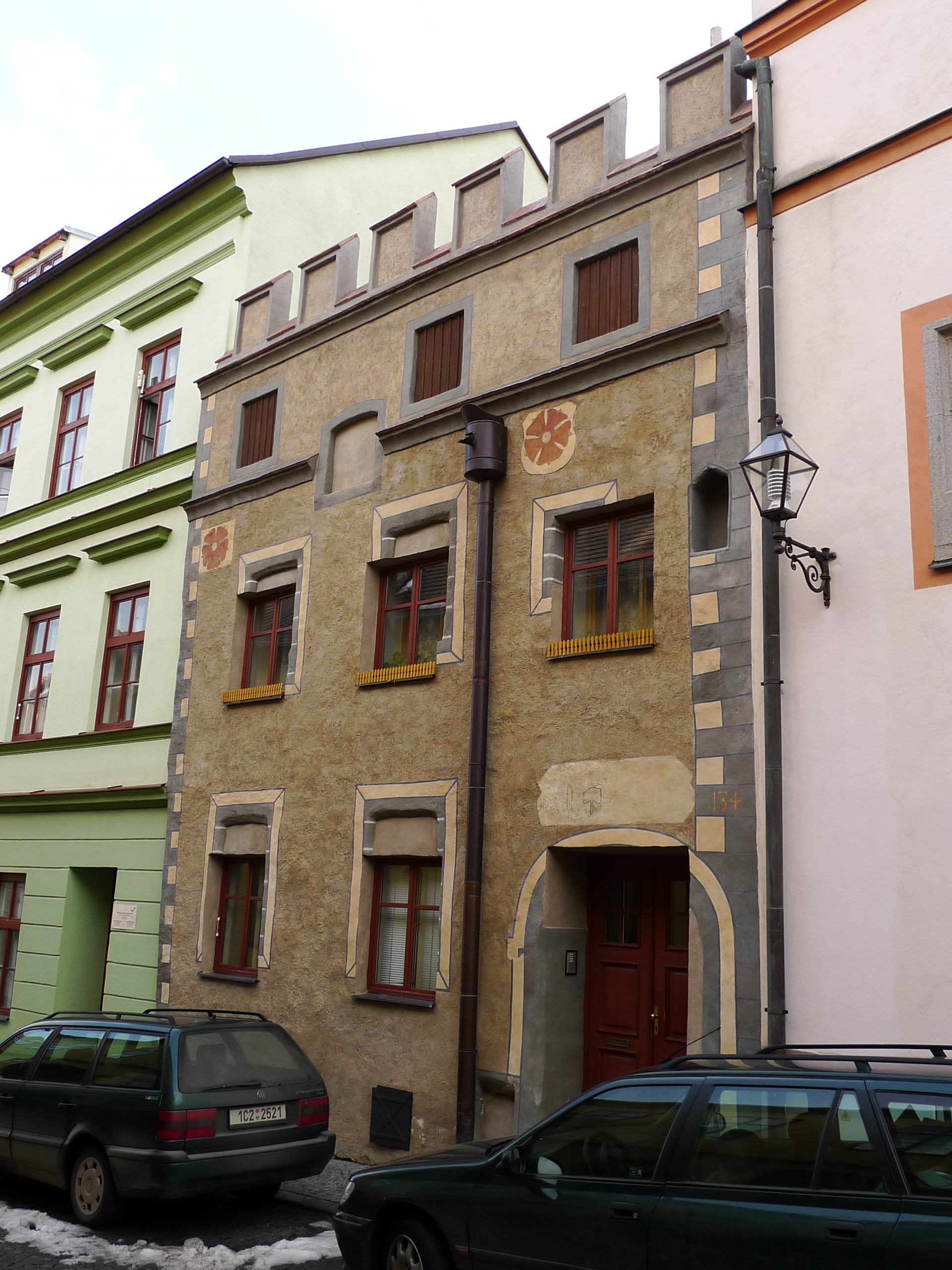
Prachatice, Horní čp. 134
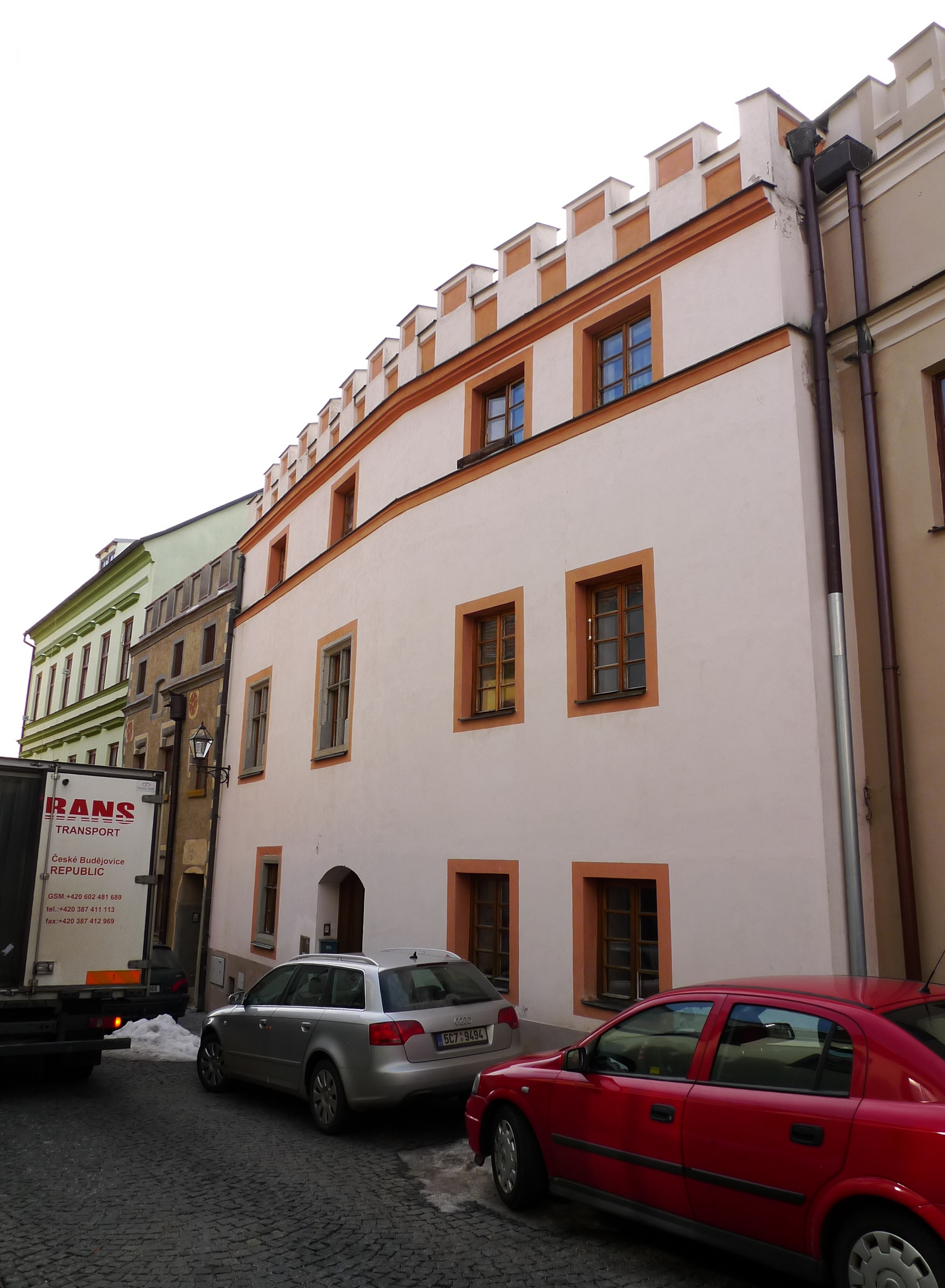
Prachatice, Horní čp. 135
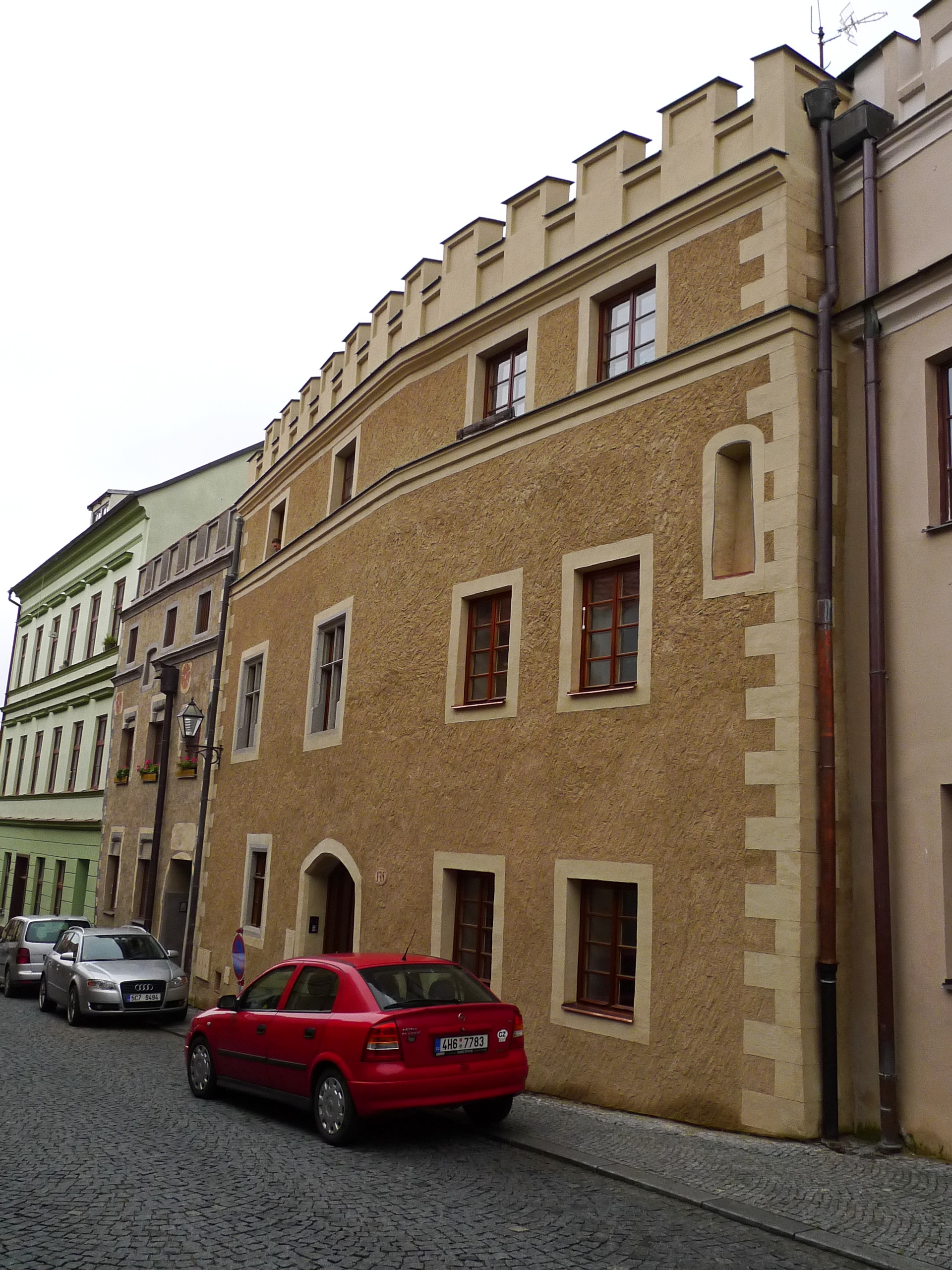
Prachatice, Horní čp. 135
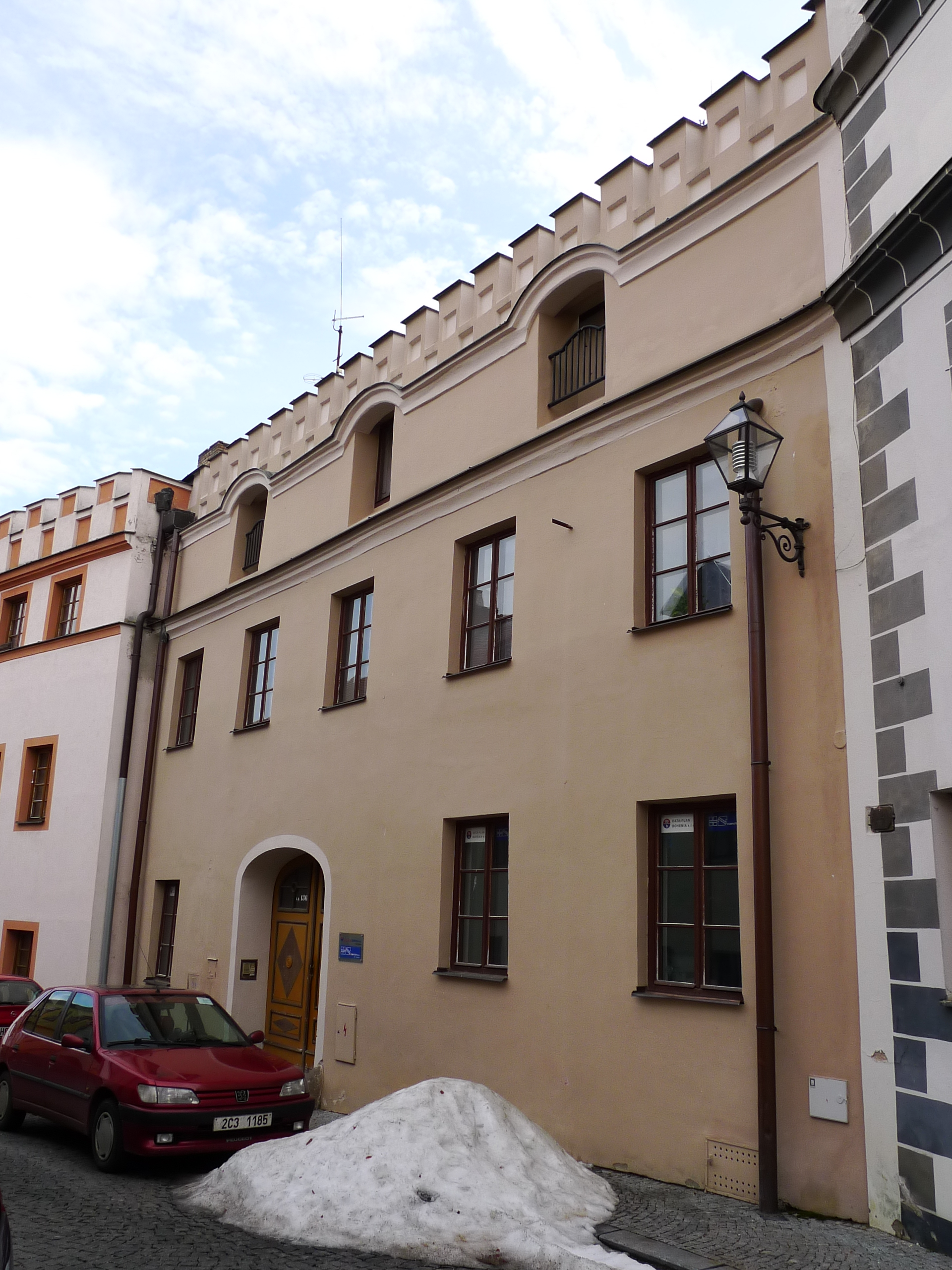
Prachatice,Horní čp. 136
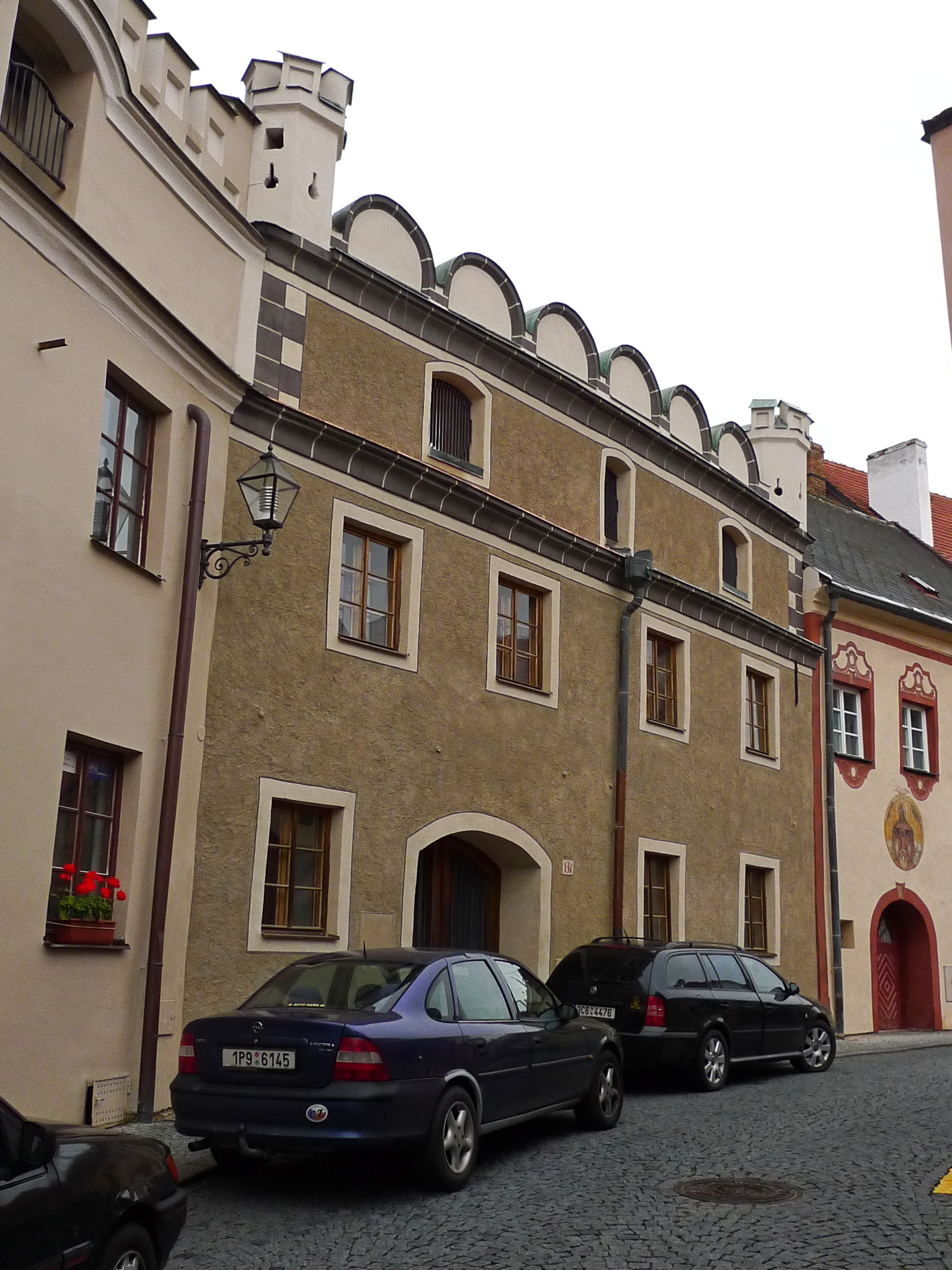
Prachatice, Horní ulice 137
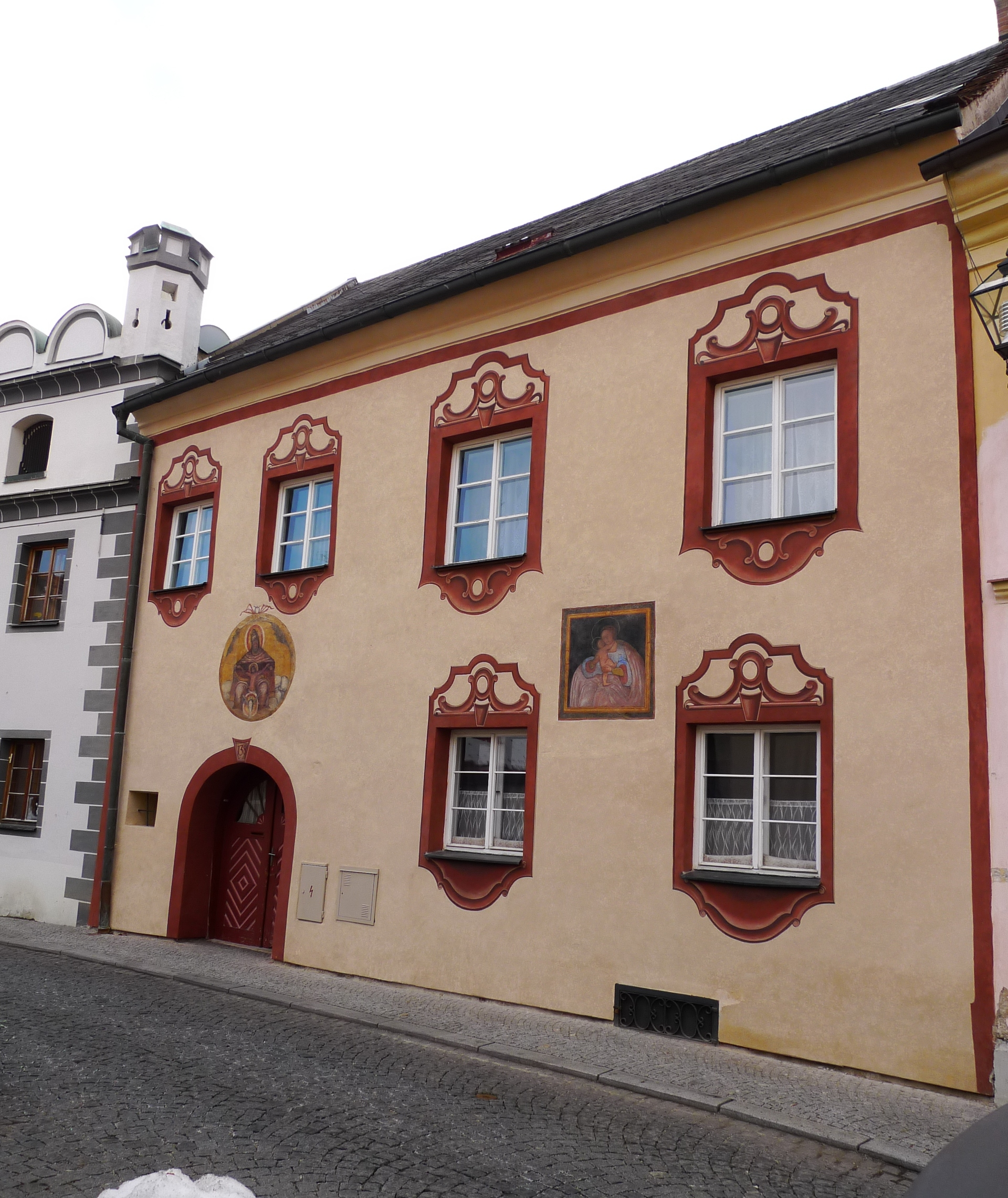
Prachatice, Horní čp. 138
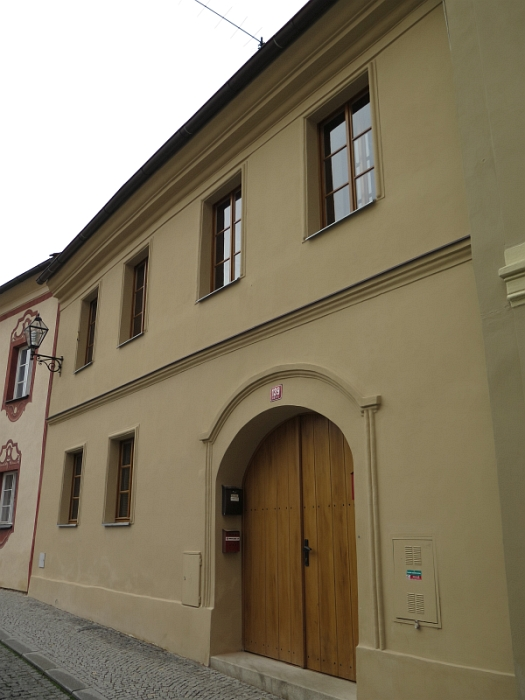
Prachatice, Horní čp. 139
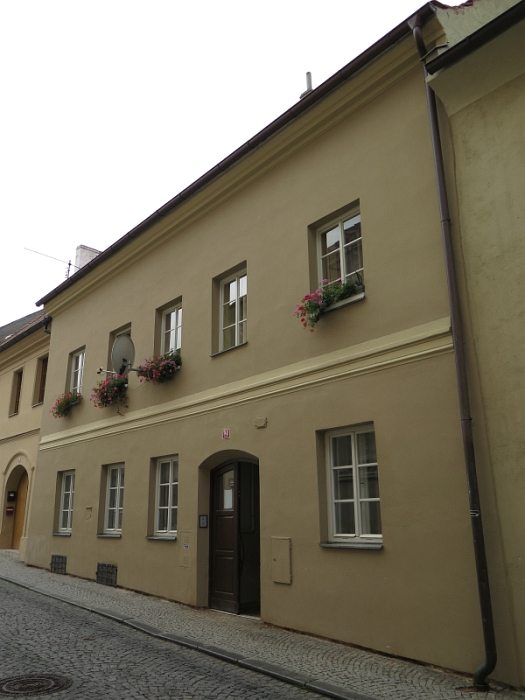
Prachatice, Horní čp. 140
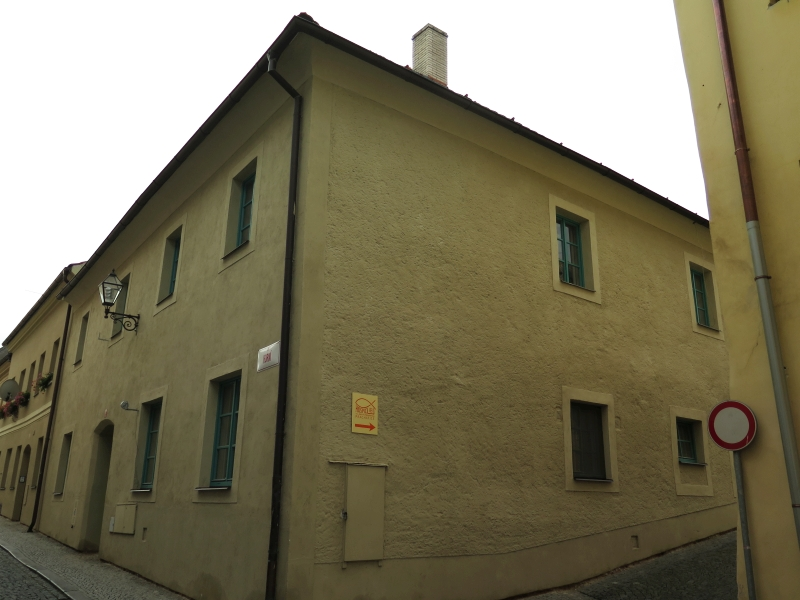
Prachatice, Horní čp. 141
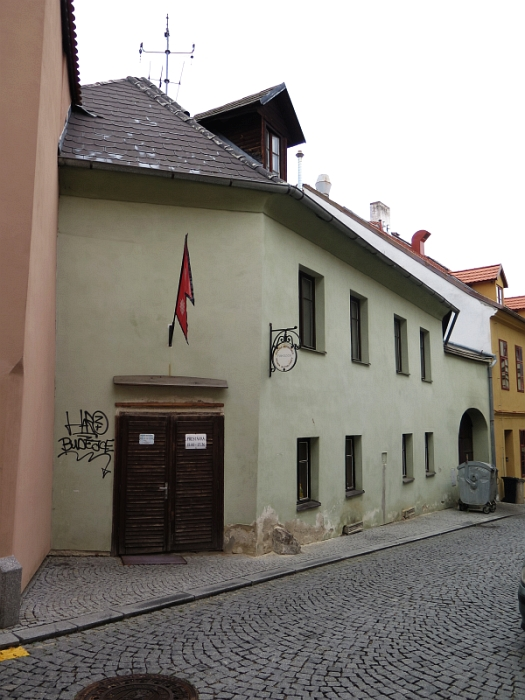
Prachatice, Horní čp. 165
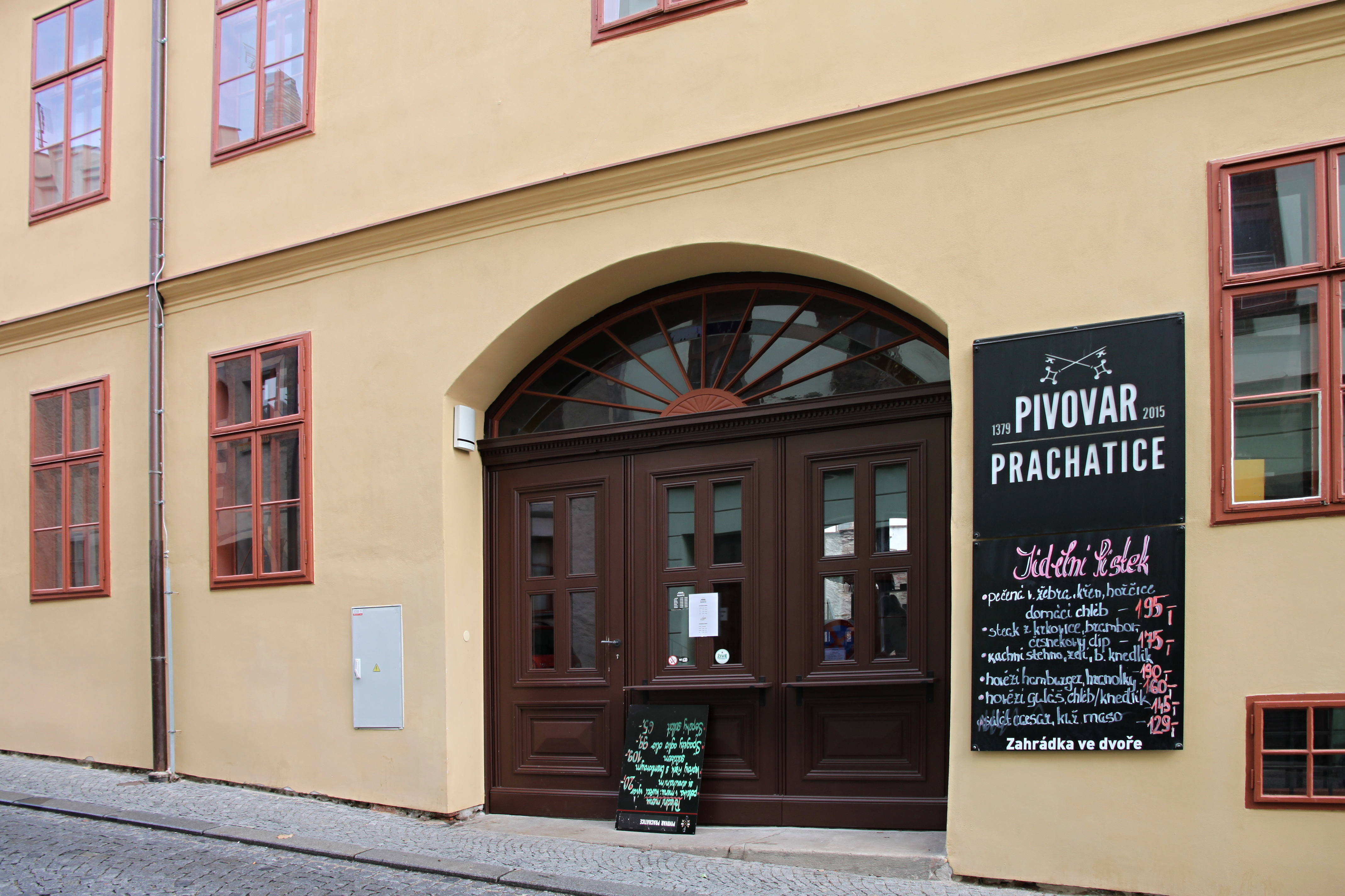
Prachatice, Pivovar, Horní čp. 174
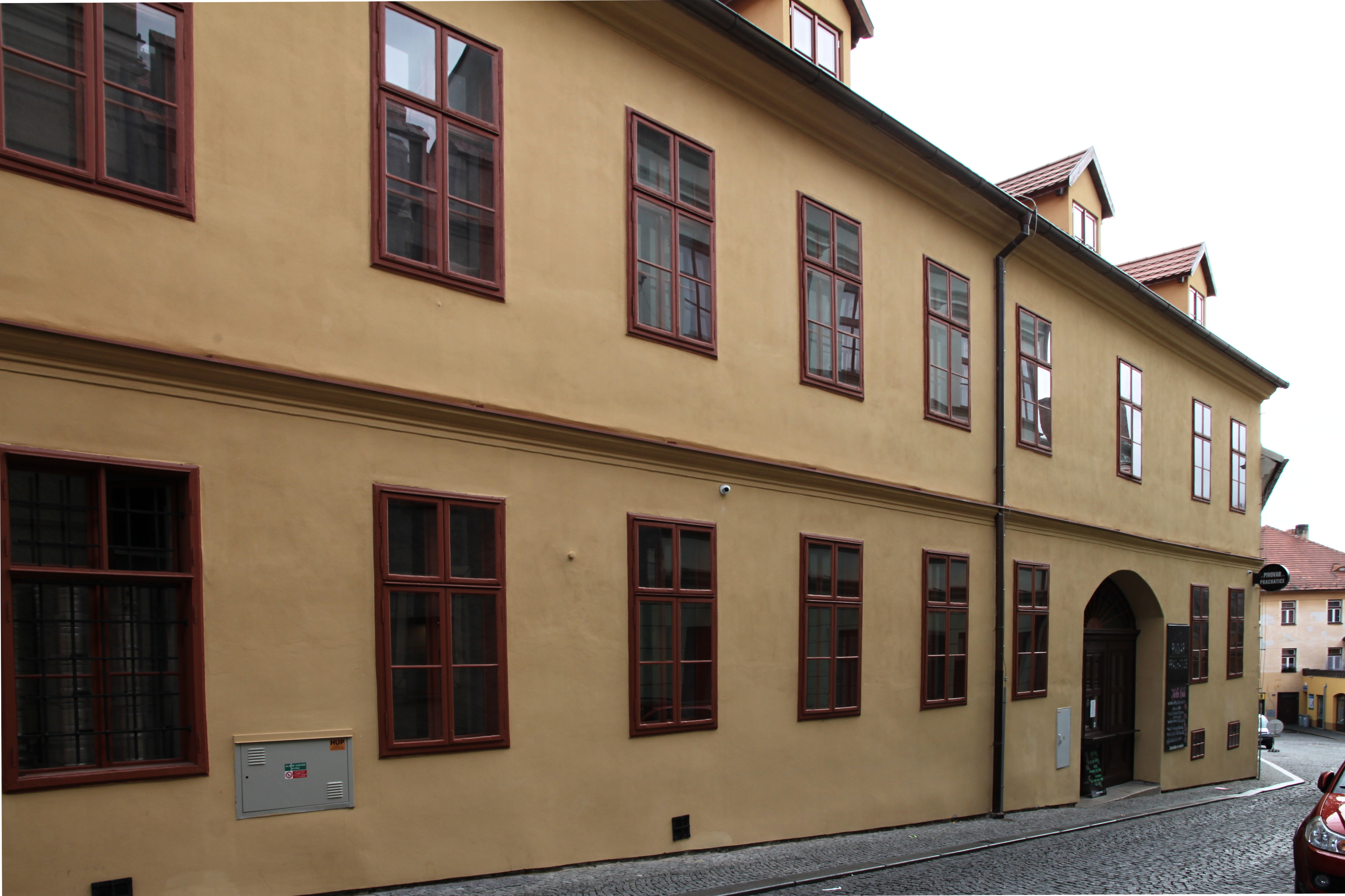
Prachatice, Pivovar, Horní čp. 174